# Julijans Vaivods
Julijans Vaivods, né le 18 août 1895 à Vorkova dans l'Empire russe (actuelle Lettonie) et mort le 23 mai 1990, est un cardinal letton, qui fut administrateur apostolique de Riga de 1964 à sa mort. 

## Biographie
Il poursuit ses études à l'académie impériale de théologie de Saint-Pétersbourg.

### Prêtre
Julijans Vaivods est ordonné prêtre le 7 avril 1918 pour le diocèse de Liepāja. 

### Évêque
Nommé administrateur apostolique de Riga, avec le titre d'évêque in partibus de Macriana Maior (de), le 10 novembre 1964, il est consacré le 18 novembre suivant par le cardinal Paolo Marella.

### Cardinal
Il est créé cardinal, non électeur en cas de conclave, par le pape Jean-Paul II lors du consistoire du 2 février 1983 avec le titre de cardinal-prêtre des  Quatre-Saints-Couronnés (Ss. Quattro Coronati). Il a alors 87 ans.
Il est devenu le cardinal le plus âgé du Sacré Collège à la mort du cardinal italien Pietro Parente le 29 décembre 1986. À son propre décès le 23 mai 1990, c'est le Français Henri de Lubac qui lui succède comme cardinal le plus âgé.